# 馬德里地鐵12號線
馬德里地鐵12號線（西班牙語：Línea 12），又名「MetroSur」，是一條馬德里地鐵路線，於2003年4月11日開業。12號線是一條不位於馬德里的環狀線，但將馬德里以南的五個近郊連繫起來，服務約100萬人。12號線所連接的近郊包括阿爾科爾孔、萊加內斯、赫塔費、豐拉夫拉達和莫斯托萊斯。路線在地下行走，但有幾個車站位於地面。全長41公里，設有28個車站。
12號線使用3節8000型列車，但乘客增加時每列列車都可以加設額外3節車廂。
Template:馬德里地鐵12號線